# Triunfo de Baco y Ariadna
Triunfo de Baco y Ariadna es una obra de Annibale Carracci, pintura al fresco en la bóveda del Palacio Farnesio de Roma, pinturas consideradas como la obra maestra del autor. Se ejecutó entre 1597 y 1600 y se conservan in situ.
La vasta serie de la Galleria Farnese, el salón grande del Palacio Farnesio en Roma, es la obra principal del clasicismo romano-boloñés. Su planificación se debe a Annibale Carracci, si bien en la ejecución hubo de recurrirse a ayudantes.
Esta obra representa una escena mitológica del cortejo triunfal de Baco y de su esposa mortal, Ariadna.
El cortejo nupcial de Baco y Ariadna ocupa el centro de la bóveda, en la composición más densa de la Galleria Farnese.
En esta obra se aprecian los logros del clasicismo como reacción al manierismo: se trata un tema mitológico, clásico, sintetizando los logros del Alto Renacimiento y logrando crear un mundo pictórico extraordinariamente vital, que no sólo desarrolla un programa homogéneo en torno a temas mitológicos, sino que consigue también «plasmar la naturaleza erótica de la mitología con una sensualidad inmediata, llena de calor vital».